# Na Księżym Polu
Na Księżym Polu – osada w sołectwie Racławice w Polsce położona w województwie małopolskim, w powiecie krakowskim, w gminie Jerzmanowice-Przeginia.
W latach 1975–1998 miejscowość administracyjnie należała do województwa krakowskiego.